# Ченинг Тејтум
Ченинг Метју Тејтум (енгл. Channing Matthew Tatum; Калман, 26. април 1980) амерички је глумац и продуцент. Славу је стекао улогама у филмовима Она је мушко (2006) и Ухвати ритам (2006). Касније је глумио у филмовима Џи-Ај Џо: Успон Кобре (2009), Чаробни Мајк (2012) и На тајном задатку (2012).

## Детињство и младост
Рођен је у Калману, Алабама, син Кеј Тејтум (рођена Фауст), авио радник, и Глен Тејтум, који је радио у грађевинарствуИма сестру по имену Пејџ. Он је углавном енглеског порекла.
Његова породица се преселила у Паскаголу, Мисисипи, када је имао шест година. Одрастао је у заливу близу реке Паскагола, где је живео у сеоском окружењу.
Тејтум је дискутовао о томе да се током одрастања бавио поремећајем дефицита пажње (АДД) и дислексијом, што је утицало на његову способност да добро напредује у школи. Одрастајући, Тејтум је играо фудбал, бејзбол и бавио се борилачким вештинама, он је рекао да су “девојке су (ми) увек биле највеће ометање у школи.“ Као дете, он је вежбао кунг фу.
Тејтум је већину својих тинејџерских година провео у области Тампа, а првобитно је похађао средњу школу Гејтер. Његови родитељи су желели више труда и дали му могућност да изаберу приватну средњу школу или да похађа војну школу; изабрао је католичку средњу школу у Тампи, где је дипломирао 1998. и проглашен је најспособнијим. Касније је похађао Гленвил Стејт Колеџ у Гленвилу, Западна Вирџинија на фудбалској стипендији, али је одустао. Вратио се кући и почео радити повремене послове.
Ју Ес Викли је објавио да је у том периоду Тејтум напустио посао као кровопокривач и почео да ради као стрипер у локалном ноћном клубу под именом „Чен Кревфорт”. 2010. године, рекао је аустралијским новинама да жели да сними филм о својим искуствима као стрипер. Та идеја је довела до филма Меџик Мајк. Тејтум се преселио у Мајами, где га је открио извиђач талената.

## Каријера

##### Рана каријера
Године 2000, Тејтум је први пут глумио као плесач у Рики Мартин-овом "Ши Бенгс" музичком споту, након аудиције у Орланду, Флорида; плаћен је 400 долара за тај посао. Његово искуство у модној индустрији почело је као модел који ради за познате клијенте као што су Армани и Аберкомби и Фич. Убрзо се преселио у телевизијске рекламе, слетео на националне спотове за Mантеин Дју и Пепси 2002. године. Потом је потписао са Пејџ 305 (Page Parkers Modeling Agency), агенцију за моделирање у Мајамију. Глумио га је Ал Дејвид за магазин Вог и убрзо се појавио у кампањама за Аберкомби и Фич, Наутика, Долче и Габана, амерички Игл Аутфитерс и Емпорио Армани. Изабран је као један од 50 најлепших лица магазина Тир Шит из октобра 2001. Тејтум је потписао за Форд Моделс у Њујорку.

##### 2006–2012
Године 2006, Тејтум је глумио у филму Она је мушкарац, насупрот Аманди Бајнс, која је проглашена највећим модерним Шекспировим римејком од стране Бизнис Инсајдер-а. Касније те године, Тејтум је глумио наспрам своје садашње супруге Џене Дјуан у Ухвати Ритам, што је била његова улога. Иако је био широко распрострањен, зарадио је 115 милиона долара широм света.
Године 2008. Тејтум је глумио у филму Стоп-Лос режисера Кимберли Пирс, о војницима који се враћају кући из рата у Ираку, те у филму Битка у Сијетлу редитеља Стјуарта Таунсенда, о протесту 1999. године на састанку Светске трговинске организације у Сијетлу. Тејтум је свирао у кратком филму Замка, у режији Рите Вилсон.
Тејтум и Дито Монтиел, који су заједно радили на Приручнику за препознавање ваших светаца, поново су се појавили у акционој драми Борба за Рог Пикчрс. Тејтум је глумио као Шон Макартур, младић који је оживео скалпирање карата у Њујорку. Тејтум се касније појавио у књижевној / режисерској / продуцентској Мајкловој крими драми Државни непријатељи из 2009. године, играјући амерички гангстер из 30-их година прошлог века Прити Бој Флојд. Исте године, Тејтум је глумио као војвода у Џи Ај Џо: Успон Кобре, парамаунт Пикчрс лајв-екшн филм базиран на популарним Хасброу акцијама. Он је у почетку оклевао да преузме улогу док се бојао да ће филм величати рат; међутим, превазишао је своју неодлучност након што је прочитао сценарио. Играо је војника у Драгом Џону, филму базираном на популарном бестселеру Николасу Спарксу. Касније је изјавио да је прихватио улогу да учи од директора Ларс Халстрома зато што никада није студирао на глумачкој школи.
У интервјуу магазина Дитеилс, објављеном почетком 2012. године, Тејтум је рекао да жели да продуцира све филмове у којима глуми: „Ја стварно не желим да будем ни у једном више филму који не продуцирам. Осим 10 режисера са којима заиста желим да радим, немам никаквог интереса да не будем у приземљу стварања. “ Он, његова супруга Џена Дјуан, и њихов продукцијски партнер Рид Каролин потписали су двогодишњи продуцентски уговор са Релативити Медиа за било које филмове које би могли развити током тог периода. Године 2012. Тејтум је водио Сатрдеј Најт Лајв и појавио се у четири филма. Он је глумио у акционом трилеру Стивена Содерберга Издана, Завет са Рејчел Макадамс, и На тајном задатку (филмска адаптација истоименог ТВ серијала) са Џона Хилом.
Такође је глумио у Меџик Мајку, филму о његовом осмомесечном искуству као стриперу на Флориди. Филм је режирао Стивен Содерберг, који су копродуцирали Тејтум и Содерберг, а Тејтум је глумио као Мајк. Он је истакнути извођач у стриптиз клубу Тампа на Флориди, који под своје крило води млађег плесача (Алекс Петифир) како би му показао како да се креће "на и ван позорнице". У филму су учествовали и Мет Бомер, Џо Манганиело и Метју МаКонахеј.
У новембру 2012. године Тејтум је проглашен у часопису Пипл за најсексипилнијег човека на свету.

##### 2013 – до данас
Тејтум се појавио у Стивен Содерберг-овом Нежељено дејство, са Руни Мара и Џад Лоу.
Репризирао је своју улогу као Конрад С. Хаусер / Дјуке у Џи Ај Џо: Одмазда, наставак 2009. године Џи Ај Џо: Успон Кобре, у глумачком ансамблу у којем су били Двејн Џонсон и Брусе Вилис. Филм је првобитно заказан за објављивање 29. јуна 2012., али је одложен до марта 2013. године, како би га претворио у 3Д и додао још сцена за свој лик, који је убијен на почетку филма. Тејтум је касније рекао да није желео да се појави у наставку и био је срећан што је његов лик убијен. Такође у 2013, он се појавио у другом акционом филму, Мисија: Бела кућа.
Тејтум је репризирао своју улогу у филму На тајном задатку, у наставку, На тајном задатку: повратак на колеџ, који је објављен 13. јуна 2014.
Такође, 2014. године учествовао је са Стив Керел-ом у Фокскечеру-у, причи о Џон ду Понт-у, који је патио од параноидне шизофреније и убио олимпијског рвача Дејва Шулца, брата лика Тејтума, који је такође освојио олимпијско злато. Тејтум ће глумити у филму Икс-Мен Реми ЛеБау / Гамбит у соло филму, постављеном унутар Икс-Мен филм свемира, који ће такође продуцирати.

## Приватан живот
Године 2006, Тејтум се састао са глумицом Џеном Дјуан на сету њиховог филма Ухвати ритам; они су се венчали 11. јула 2009. у Виноградима црквеног имања у Малибуу, у Калифорнији. Имају ћерку Еверли Тејтум која је рођена у мају 2013. у Лондону. Још од њеног рођења, њене фотографије и видео снимци привукли су пажњу многих, укључујући и папараце. Иако је прерано за предвиђање, многи сматрају да ће ићи стопама својих родитеља. Њени родитељи увек говоре о квалитетима које она има у тако младој доби. У ствари, убеђени су да ће Еверли постати звезда у области забаве. Њена мајка Џена често поставља дивне слике своје ћерке на налоге друштвених медија. Еверли је већ започела свој плесни тренинг и ускоро ће истражити дубину музике.
Дана 2. априла 2018. године, након скоро девет година брака, пар је објавио да се раздвајају. Шест месеци касније, Џена је поднела захтев за развод од Тејтума. У заједничком саопштењу су навели да иза растанка не стоји никаква мрачна тајна, већ је реч о одлуци двоје најбољих пријатеља који су схватили да је време да свако крене својим путем.

## Филмографија
| Година | Српски назив                         | Изворни назив                      | Улога                     |
| ------ | ------------------------------------ | ---------------------------------- | ------------------------- |
| 2005   | Тренер Картер                        | Coach Carter                       | Џејсон Лајл               |
| 2005   | Пустош                               | Havoc                              | Ник                       |
| 2005   | Храбар и брз                         | Supercross                         | Рауди Спаркс              |
| 2005   | Рат светова                          | War of the Worlds                  | Дечак у цркви             |
| 2006   | Она је мушкарац                      | She's the Man                      | Дјук Орсино               |
| 2006   | Ухвати ритам                         | Step Up                            | Тајлер Гејџ               |
| 2006   | Водич за препознавање светаца        | A Guide to Recognizing Your Saints | Млади Антонио             |
| 2007   | Замка                                | The Trap                           | Грег                      |
| 2007   | Битка у Сијетлу                      | Battle in Seattle                  | Џонсон                    |
| 2008   | Ухвати ритам 2: Улице                | Step Up 2: The Streets             | Тајлер Гејџ               |
| 2008   | Повратак на ратиште                  | Stop-Loss                          | Стив Шивер                |
| 2009   | Борбе                                | Fighting                           | Шон Макартур              |
| 2009   | Државни непријатељи                  | Public Enemies                     | Пример                    |
| 2009   | Џи Ај Џо: Успон Кобре                | G.I. Joe: The Rise of Cobra        | Конрад С. Хаусер / Дјук   |
| 2010   | Драги Џоне                           | Dear John                          | Џон Тајри                 |
| 2011   | Дилема                               | The Dilemma                        | Зип                       |
| 2011   | Ничији син                           | The Son of No One                  | Џонатан "Милк" Вајт       |
| 2011   | Орао                                 | The Eagle                          | Маркус Флавиус Акила      |
| 2011   | 10 година                            | 10 Years                           | Џејк Билс                 |
| 2012   | Издана                               | Haywire                            | Арон                      |
| 2012   | Завет                                | The Vow                            | Лио Колинс                |
| 2012   | На тајном задатку                    | 21 Jump Street                     | Грег Јенко                |
| 2012   | Чаробни Мајк                         | Magic Mike                         | Мајкл "Чаробни Мајк" Лејн |
| 2012   | Нитро Циркус: филм                   | Nitro Circus: The Movie            | Глуми себе                |
| 2013   | Нежељена дејства                     | Side Effects                       | Мартин Тејлор             |
| 2013   | Џи Ај Џо: Одмазда                    | G.I. Joe: Retaliation              | Конрад С. Хаусер / Дјук   |
| 2013   | Ово је крај                          | This Is the End                    | Глуми себе                |
| 2013   | Мисија: Бела кућа                    | White House Down                   | Џон Кејл                  |
| 2013   | Дон Џон                              | Don Jon                            | Конор Вероу               |
| 2014   | Лего филм                            | The Lego Movie                     | Супермен                  |
| 2014   | Фокскечер                            | Foxcatcher                         | Марк Шулц                 |
| 2014   | На тајном задатку: повратак на колеџ | 22 Jump Street                     | Грег Јенко                |
| 2014   | Књига живота                         | The Book of Life                   | Џоакин                    |
| 2015   | Јупитер у успону                     | Jupiter Ascending                  | Кејн                      |
| 2015   | Чаробни Мајк ИксИксЕл                | Magic Mike XXL                     | Чаробни Мајк              |
| 2015   | Подлих осам                          | The Hateful Eight                  | Џоди Домерги              |
| 2016   | Аве, Цезаре!                         | Hail, Caesar!                      | Барт Гарни                |
| 2017   | Лего Бетмен филм                     | The Lego Batman Movie              | Супермен                  |
| 2017   | Срећни Логан                         | Logan Lucky                        | Џими Логан                |
| 2017   | Кингсман: златни круг                | Kingsman: The Golden Circle        | Текила                    |
| 2018   | Стопалићи                            | Smallfoot                          | Миго                      |
| 2019   | Лего филм 2                          | The Lego Movie 2: The Second Part  | Супермен                  |
| 2022   | Пас                                  | Dog                                | Бригс                     |
| 2022   | Изгубљени град                       | The Lost City                      | Алан Каприсон             |
| 2023   | Чаробни Мајк: Последњи плес          |                                    | Мајк Лејн                 |
| 2024   | Дедпул и Вулверин                    |                                    | Реми Лебо / Гамбит        |
| 2026   | Осветници: Судњи дан                 |                                    | Реми Лебо / Гамбит        |